# Kellogg’s Tour
Die Kellog’s Tour war ein Etappenrennen für Profis, das von 1987 bis 1994 im Großbritannien ausgetragen wurde. Sie gilt als eine der Vorläuferinnen der heutigen Tour of Britain.

## Palmarès
| - 1987 Joey McLoughlin - 1988 Mauro Gianetti - 1989 Robert Millar - 1990 Michel Dernies - 1991 Phil Anderson - 1992 Maximilian Sciandri - 1993 Phil Anderson - 1994 Maurizio Fondriest |